# Drimia ligulata
Drimia ligulata är en sparrisväxtart som beskrevs av John Charles Manning och Peter Goldblatt. Drimia ligulata ingår i släktet Drimia och familjen sparrisväxter. Inga underarter finns listade i Catalogue of Life.